# Chiesa vetero-cattolica di Svezia e Danimarca
La Chiesa vetero-cattolica di Svezia e Danimarca è dal 1976 il membro svedese dell'Unione di Utrecht, in piena comunione con la Comunione anglicana (i membri di ciascuna comunione sono autorizzati a ricevere i sacramenti nelle Chiese dell'altra). Promotore della sua istituzione fu l'ex pastore luterano Sven Jakobsson, proveniente dalla Chiesa di Svezia, che fondò la prima comunità vetero-cattolica a Malmö nel 1972. Questa Chiesa ha parrocchie e gruppi di fedeli a Malmö, Göteborg, Varberg, Karlstad, Umeå, Helsingborg e Landskrona. La chiesa è sotto la supervisione della Conferenza episcopale vetero-cattolica internazionale, affidata all'olandese Dirk Schoon. Il prelato più alto in grado dopo il vescovo è Rickard Stenberg.
Esistono anche una parrocchia in Danimarca (a Copenaghen) e una comunità in Islanda (a Reykjavík).
La Chiesa vetero-cattolica di Svezia e Danimarca è membro dell'Istituto Svedese di Teologia Contestuale e si considera una Chiesa radicale, inclusiva e aperta. Gran parte dei suoi membri proviene dalla comunità gay.
La Chiesa ha due testate giornalistiche ufficiali, "Tantum Ergo" e "Sursum corda".

## Vescovi delegati
- Joseph Brinkhues (1976 - ...)
- Teunis Johannes Horstman
- Jan Lambert Wirix-Speetjens
- Dušan Hejbal
- Dirk Schoon (dal 30 gennaio 2009)